# Anke Ortlepp
Anke Ortlepp (* 1968) ist eine deutsche Historikerin.

## Leben
Sie erwarb 1995 den M.A. in amerikanischer Geschichte, moderner Geschichte und amerikanischer Literatur an der Universität zu Köln. Nach der Promotion 2000 in amerikanischer Geschichte in Köln und Habilitation 2009 in amerikanischer Kulturgeschichte an der Universität München war sie von 2014 bis 2018 Professorin für britische und amerikanische Geschichte an der Universität Kassel. Seit 2018 ist sie Professorin für nordamerikanische Geschichte an der Universität zu Köln.
Ihre Forschungsinteressen sind amerikanische Kulturgeschichte, Geschichte des Reisens und des Tourismus, Geschlechtergeschichte, Urbanismus, Raum und Geschichte, Geschichte der Dinge und Materialkulturstudien.

## Schriften (Auswahl)
- „Auf denn, Ihr Schwestern!“ Deutschamerikanische Frauenvereine in Milwaukee, Wisconsin, 1844–1914. Stuttgart 2004, ISBN 3-515-08405-3.
- als Herausgeberin mit Lothar Hönnighausen, James Peacock und Niklaus Steiner: Forms of regionalism. Madison 2005, ISBN 0-924119-13-6.
- als Herausgeberin mit Larry A. Greene: Germans and African Americans. Two centuries of exchange. Jackson 2011, ISBN 978-1-60473-784-4.
- Jim Crow terminals. The desegregation of American airports. Athens 2017, ISBN 978-0-8203-5121-6.